# إيفيان ساركوس
إيفيان ساركوس (بالإسبانية: Ivian Sarcos)‏ كولميناريس (ولدت في 26 يوليو 1989 بورتوغيزا، وفنزويلا) هي ملكة جمال فنزويلا التي فازت في بمسابقة ملكة جمال العالم 2011 طوله تقريبا 1. 80 متر كانت تدرس كي تصبح راهبة وأصبحت يتيمة من سن 8 عاشت من أغلب حياتها في الدير في كوخيديس وأرادت أن تصبح راهبة لكن في النهاية أرادت أن تُصبح مشهورة.